# 김향화
김향화(金香花, 1897년 7월 16일 ~ 1950년?)는 한국의 기생, 독립운동가이다. 3.1운동 당시 수원에서 만세운동을 주도했다. 2009년에 대통령 표창이 추서되었다.

## 생애
1919년 기생 만세운동을 주도한 독립운동가이며 1897년 한성부에서 태어났다. 본명은 김순이. 만세운동 주도 당시 기생 이였고 1919년 3월 29일 기생 33명과 건강검진을 받으러 가고있었다. 그때 그녀가 동료들을 설득해 독립만세 운동을 벌였다. 일본경찰은 김향화를 만세운동 주도자로 체포했다. 체포된 김향화는 일제에게 잔인한 고문을 받았고 1919년 5월 27일 재판장 에서 징역 6개월을 선고받았다. 서대문형무소에서 독립운동가인 유관순과 같은방에 수감되었다. 수감중 고문으로 몸이 상해 만기 1개월전 감옥에서 풀려났지만 일제의 감시는 심해졌다. 그녀는 김우순 으로 이름을 바꾸고 1935년 경성으로 상경했다. 그녀의 가족들은 뿔뿔이 흩어졌으며 이후 그녀의 행적은 알려지지 않았고 1950년 사망한것으로 추정되지만 그녀의 유해와 후손은 찾지못하고 있으며 2009년 대통령표창을 수여받았지만 후손이 없어 보관중이다.

## 관련 작품
- 영화 《1919 유관순》 (2019년, 김향화 역 : 박자희)
- 영화 《항거 : 유관순 이야기》 (2019년, 김향화 역 : 김새벽)

## 참고
- 기생조합사건 - 두피디아